# Mikrofibriller
Mikrofibriller ger stadga åt växternas cellväggar. Cellulosamolekylens raka konformation stabiliseras genom vätebindningar till sina grannar. Flera sådana skikt på varandra utgör en mikrofibrill, ca 10-20 nm i bredd. Mikrofibriller kan betraktas via mikroskop och de är olösliga i vatten. Mikrofibriller hålls ihop av bland annat hemicellulosa och pektinämnen.